# Judith (Hebbel)
Judith es una obra de teatro escrita en 1840 por el dramaturgo alemán Friedrich Hebbel. La obra, compuesta en Hamburgo, fue la primera tragedia del autor. Al año siguiente se la representó en dicha ciudad y en Berlín, gracias a lo cual Hebbel se hizo conocido en su país. En 1944 fue traducida al español por Ricardo Baeza y publicada por la editorial argentina Emecé.

## Argumento

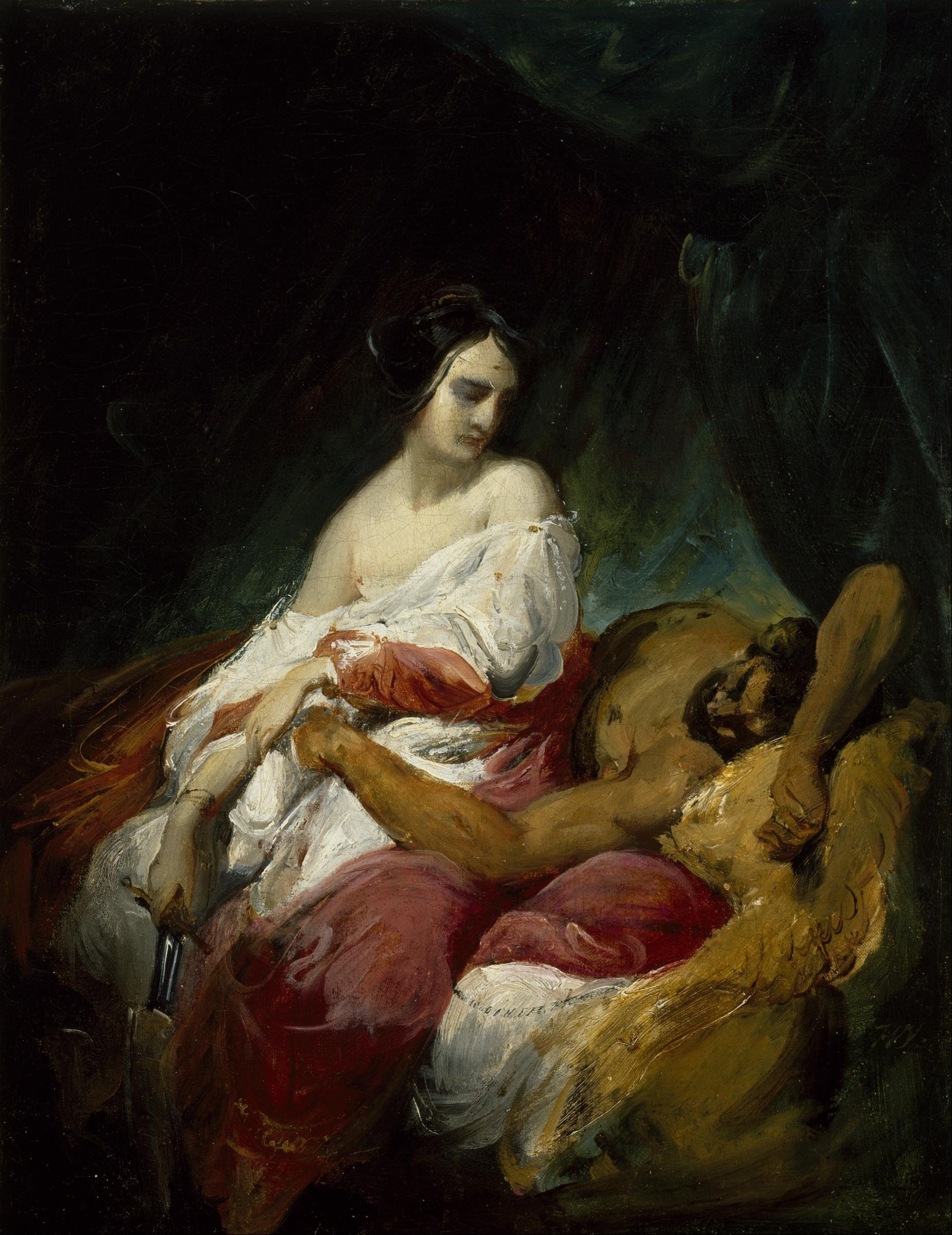
Hebbel se habría inspirado en una reseña de Heinrich Heine sobre el cuadro Judith y Holofernes de Horace Vernet para escribir su tragedia.

Basada en el libro deuterocanónico de Judit, la adaptación de Hebbel presenta una heroína que traspasa las fronteras de la feminidad según se definía en el siglo XIX. Al transformar la trama política de la historia veterotestamentaria en una investigación psicológica, le da al personaje de Judith una sexualidad y una belleza fatal para los varones que la rodean. Por ejemplo, luego de su noche de bodas sigue siendo virgen porque su belleza, según cree, ha hecho impotente a su marido, Manasés, y en la tienda de Holofernes, libera su deseo sexual reprimido, lo que hace que Holofernes la viole y luego ella pueda decapitarlo. «Holofernes prefigura la ideología misógina de fin de siglo», y si bien Judith se resiste a ocupar el lugar tradicionalmente femenino que le es dado, tampoco puede trascender sus restricciones.

## Estructura
La obra está dividida en cinco actos y presenta el enfrentamiento entre dos personajes con cosmovisiones opuestas: Judith y Holofernes. En el primer acto se hace foco sobre este rey, en el segundo, se presenta a la protagonista, en el tercero la acción se concentra sobre la ciudad de Betulia, y en los dos actos finales tiene lugar el enfrentamiento entre la pareja central. La oposición fundamental de la obra sería entre la sabiduría dionisíaca de Holofernes y la certeza hebrea de que existe un orden, una justicia en el mundo.

## Trasfondo
Friedrich Hebbel, según la introducción de Ricardo Baeza, publicada en la edición de Emecé, se inspiró en una reseña del cuadro Judith y Holofernes de Horace Vernet hecha por el poeta Heinrich Heine. Según el escritor: 

«Criatura encantadora, virgen ayer todavía, pura delante de Dios, mancillada a los ojos del mundo, hostia profanada… El rostro es de una dulce ferocidad, de una ternura sombría; una cólera sentimental se transparenta en él. En sus ojos centellean una divinidad cruel y la alegría de la venganza; pues también ella tiene su injuria que vengar, la profanación de su cuerpo».

De allí, Hebbel sacó la conclusión de que «Judith tiene que ser una virgen para tener el valor necesario a la ejecución del acto. La historia lo demuestra, y es una creencia común a todos los pueblos. La virginidad, por un fenómeno misterioso, conserva intacta en la mujer una fuerza moral que le permite en un momento dado elevarse por encima de la humanidad».

## Interpretaciones y reescrituras
La obra fue objeto de análisis de Sigmund Freud, específicamente en su artículo «El tabú de la virginidad», ya que se distingue del relato del Antiguo Testamento. Entre los temas fundamentales de Judith se encuentran la culpa, la venganza y el deseo. También se ha hecho un análisis de la obra desde la filosofía de Friedrich Nietzsche, según el cual el personaje de Holofernes tiene «la inocencia del devenir», es decir, «la fe de que en el fondo, bajo  la  mudanza  de  las  apariencias,  yace  la  vida,  indestructiblemente  poderosa  y placentera».
También existen algunas versiones diferentes del texto, entre las que se cuentan Judith de Jorge Palant, que tiene como trasfondo el Proceso de Reorganización Nacional en Argentina (1976-1983). Judith, por su historia, ha sido comparada con el cuento «Emma Zunz» del autor argentino Jorge Luis Borges, ya que ambos textos proceden del mismo libro bíblico y además, ambas (Emma y Judith) son mujeres vírgenes y judías, y sienten terror ante los varones.

## Ediciones en español
- Hebbel, F. (1944). Judith. Buenos Aires: Emecé.